# Quist ovàric
Un quist ovàric és qualsevol acumulació de líquid, localitzada dins d'un ovari. Qualsevol fol·licle ovàric que és major de dos centímetres s'anomena un quist ovàric. Aquests quists tenen una grandària molt variable. La gran majoria dels quists ovàrics són inofensius. La gran majoria són quists funcionals.

## Classificació
Els quists ovàrics poden ser classificats segons si són una variant del cicle menstrual normal, anomenat un quist funcional, o no funcional. Els quists d'ovari són importants quan són majors de 5 cm i el gegant quan són més de 15 cm.
Els fol·licles són els quists formats pels ovaris de forma mensual. Aquests fol·licles tenen la capacitat de segregar diferents hormones com la progesterona i els estrogens que tenen la funció d'alliberar el fol·licle en la fase d'ovulació de la dona. Si aquest fol·licle no s'allibera i creix rep el nom de quist funcional, procés normals en el cicle menstrual de les dones.

### Funcional
Els quists funcionals formen part del cicle menstrual femení. Hi ha diversos tipus de quists, el quist fol·licular i el cos luti.
El Quist fol·licular, és el tipus més comú de quist ovàric. En les dones que menstruen, un fol·licle que conté l'òvul (ou no fecundat) es trenca durant el procés d'ovulació. Si això no passa, pot donar lloc a un quist fol·licular de més de 2,5 cm de diàmetre.

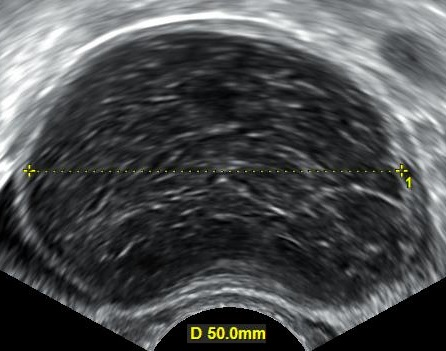
Ecografia vaginal que mostra un quist ovàric hemorràgic

El cos luti, anomenat també cos groc, és una formació endocrina de color groc en la qual es transforma el fol·licle de Graaf, a l'ovari, un cop l'oòcit hi surt. El seu desenvolupament ve regulat per l'hormona luteostimulant. El cos luti apareix després de la fase d'ovulació i actua al llarg de tota la segona meitat del cicle ovàric, del dia 15 al 28, en el qual es coneix com a fase lutial, que correspon a la tercera fase del cicle uterí, la fase secretora. Durant aquesta, produeix altres hormones femenines com la progesterona i estrogen 17-beta estradiol, concretament, que, en cas d'embaràs, tenen com a funció la preparació de l'úter per a acollir l'òvul fecundat.

### No funcional
Avui en dia, es coneixen diferents tipus de quists no funcionals. Alguns d'ells són: quist ovàric hemorràgic, quist dermoide, quists paraovàric, ovari poliquiístic, quists de xocolata desencadenats per endometriosi, quists tumorals borderline, entre d'altres.
El quist de xocolata estan formats per un líquid espès similar a la xocolata. Els quists dermoides generalment són benignes i tenen origen embrionari. Finalment, els quists tumorals són poc freqüents. El més conegut és el fibroma ovàric.

## Simptomatologia
Els quists ovàrics poden anar associats d'un o alguns signes i símptomes. Tot i així, sovint no cursen amb cap simptomatologia. Així doncs, els símptomes que pot comportar un quist ovàric són: dolor durant la defecació, dolor pelvià després del període menstrual, disparèunia (dolor durant les relacions sexuals), dolor constant i sord, nàusees i vòmits, distensió abdominal, entre d'altres.
El dolor provocat pel quist pot tenir diferents etiologies. Per exemplificar, sagnat, incrementa la seva grandària, colpejat durant les relacions sexuals, entre d'altres.

## Diagnòstic

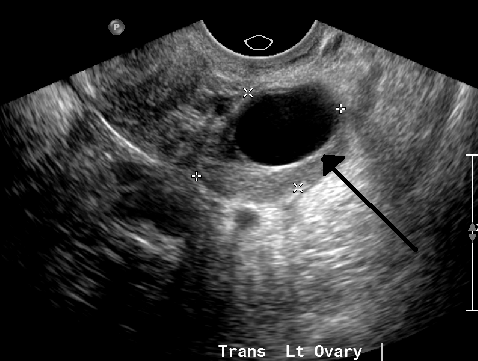
Quist ovàric diagnosticat mitjançant una ecografia.

Els professionals mèdics i d'infermeria poden detectar u n quist ovàric mitjançant una revisió anual amb una ecografia. Tot i així, després de detectar-ho cal tornar a fer una revisió al cap d'un mes, aproximadament, per observar canvis de grandària, aspecte, desaparició, entre d'altres. Hi ha altres proves complementàries que es poden fer. Per exemplificar, tomografia axial computada (TAC), ecografia, ressonància magnètica nuclear i analítica de sang valoran paràmetres com els nivells hormonals, prova d'Embaràs, entre d'altres.
A més a més, cal valorar la simptomatologia associada, com pot ser dolor, distensió abdominal, nàusea, vòmits, entre d'altres.

## Tractament
La gran majoria de vegades, el quist ovàric, no precisa tractament. Aquest desapareix de forma espontània a les 8 o 12 setmanes posterior al diagnòstic.
En certes situacions, la persistència dels quists pot requerir tractament amb anticonceptius. Aquests s'utilitzen per prevenir l'aparició de nous quists ovàrics però, no tenen la capacitat, d'erradicar els ja presents.
Tot i així, hi ha altres casos en els quals els quist ovàric persisteix, incrementa la grandària i desencadena altres efectes sobre l'organisme. En aquests casos cal dur a terme una intervenció quirúrgica per comprovar que no sigui maligne.
La intervenció quirúrgica té tota una sèrie de criteris i factors que influeixen en la presa de decisió de dur-la a terme o no. La intervenció quirúrgica es fa quan el quist ha incrementat la seva grandària superior a 10 cm, dones en procés de menopausa o postmenopàusiques, quan provoquen dolor i altra simptomatologia associada, entre d'altres.
Les intervencions es duen a terme mitjançant laparoscòpia o laparotomia. Cal destacar que no sempre cal una intervenció quirúrgica per tractar és quists. Cada situació és personalitzada. Cal portar un bon control mèdic i seguir les seves recomanacions.

## Complicacions
Un quist ovàric pot desencadenar algunes complicacions. Tot i així, si es tracta correctament i en el moment adequat es poden evitar. No tothom les té i cal consultar als professionals sanitaris.
Les possibles complicacions són: hemorràgia del quist, trencament d'aquest, quist maligne i torsió d'aquests.